# Tweede Kamercommissie vernieuwing Wet op de parlementaire enquête
De Tweede Kamercommissie vernieuwing Wet op de parlementaire enquête was een Tweede Kamercommissie van 2005 tot 2012, en ontwierp een initiatiefwetsvoorstel tot wijziging van de Wet op de parlementaire enquête. De commissie is op 28 oktober 2005 door de Tweede Kamer ingesteld.

## Voorgeschiedenis
De ervaringen van de jaren voor de oprichting van de commissie brachten het parlement tot de conclusie dat de Wet op de Parlementaire Enquête aan vernieuwing toe was. Zo was de bij een enquête (vergeleken met het strafrecht) zwakke positie van getuigen ervoor dat via een enquête verkregen bewijsmateriaal (bijvoorbeeld een getuigenverklaring) niet altijd voldoet aan de eisen voor een strafproces.
Met name in de bouwenquête kwam de tegenstelling tussen het enquêterecht en het reguliere rechtssysteem aan het licht.
Behalve een aantal knelpunten in het enquêterecht werd ook het ontbreken van een wettelijke regeling voor parlementair onderzoek dat niet de vorm van een enquête heeft, als een probleem ervaren. Voor de Tweede Kamer was er alles bij elkaar voldoende aanleiding om de commissie Vernieuwing Wet op de Parlementaire Enquête in te stellen.

## De instelling van de commissie
In het voorjaar van 2004 besloot de Tweede Kamer dat de commissie Vernieuwing Wet op de Parlementaire Enquête zou gaan bestaan uit twee (oud)leden van de Tweede Kamer, een (oud)lid van de Eerste Kamer en twee externe deskundigen.
In het najaar van 2004 besloot de Eerste Kamer geen vertegenwoordiger te leveren omdat de Eerste Kamer zich niet op voorhand wil binden aan het resultaat. De Tweede Kamer besloot daarop om de commissie uitsluitend te laten bestaan uit Tweede Kamerleden. De commissie is op 28 oktober 2004 door de Tweede Kamer ingesteld.

## Taakopdracht
Aan de vernieuwingscommissie is gevraagd om voor het krokusreces van 2005 een initiatiefwetsvoorstel met een nieuwe parlementaire-enquêteregeling en een regeling voor parlementair onderzoek in te dienen. Dit is de commissie niet tijdig gelukt. Uiteindelijk is het 20 december 2005 geworden.
De commissie kreeg de opdracht te komen met een bruikbaar onderzoeksinstrument waarvoor geen Grondwetswijziging i nodig is.
Bij de vernieuwing kwamen zaken aan de orde als:
- de toegang tot en de openbaarheid en openbaarmaking van (geheime of vertrouwelijke) informatie
- de positie van getuigen en gronden van verschoning
- de samenloop met ander, al dan niet juridisch onderzoek.

Ook is de commissie verzocht aandacht te schenken aan een aantal andere zaken, zoals de toepassing van dwangmiddelen, de inschakeling van deskundigen, de archivering van (geheime of vertrouwelijke) documenten en de mogelijkheid en wenselijkheid om mensen ook bij andere gelegenheden (bijvoorbeeld bij hoorzittingen) onder ede te horen.

## Commissieleden
- Klaas de Vries (PvdA) (voorzitter)
- Wim van de Camp (CDA)
- Ruud Luchtenveld (VVD)
- Kees van der Staaij (SGP)